# Gebrüder Leferenz
Die Gebrüder Leferenz waren Unternehmer aus Heidelberg, deren Firmen in den Bereichen Tiefbau und schienengebundener Verkehr engagiert waren.

## Tiefbau und Steinbrüche
Philipp (1845–1930) und Johannes Leferenz (1836–1895) aus Heidelberg gründeten bereits vor 1865 die Firma Gebrüder Leferenz. Sie waren anfangs insbesondere im Eisenbahnbau engagiert. Unter anderem errichteten sie die Bahnstrecke Alzey-Bingen, die Gleisanlagen des Centralbahnhofs Mainz und des Rangierbahnhofs Mainz für die Hessische Ludwigsbahn sowie des Hauptbahnhofs Ulm. Am Bau des Krähbergtunnels der Odenwaldbahn waren sie beteiligt.
1893 kauften sie den Steinbruch am Wingertsberg in Nieder-Ramstadt. Dort wurden Diorit, Hornfels und Granit gewonnen und daraus unter anderem (Eisenbahn-)Schotter hergestellt. 1898 schlossen sie sich mit der Konkurrentin zusammen, der Inhaberin des benachbarten Steinbruchs am Roßberg, der auf den Gemarkungen Roßdorf, Ober-Ramstadt und Zeilhard, ebenfalls östlich von Darmstadt, am Nordrand des Odenwaldes liegt. Hier wird Basalt gewonnen. Zusammen mit dessen Eigentümerin, der Firma Breitwieser & Co, Inhaber Ludwig Breitwieser (1842–1905), gründeten sie aus beiden Steinbrüchen die Odenwälder Hartstein-Industrie. Weitere Engagements galten den Steinbrüchen in Dossenheim (Steinbruch Leferenz: 1883 eröffnet; betrieben bis in die 1980er Jahre), Haslach im Kinzigtal, Kappel-Windeck, Hornberg und Villingen und der Südwestdeutschen Hartstein-Industrie. Ab 1914 war Philipp Leferenz (Junior, 1888–1942) Mitinhaber.

## Bahn
Mit der Heidelberger Straßen- und Bergbahn Gesellschaft Leferenz und Co. betätigte sich die Firma auch als Eisenbahn- und Straßenbahnunternehmer. Sie erhielt 1883 die Konzession für die Schmalspurbahn Weinheim–Heidelberg, die sie aber zur Verwirklichung der Strecke dann 1886 an das Konsortium Centralverwaltung für Secundairbahnen Herrmann Bachstein abgetreten, andererseits in dem von den Gebrüdern Leferenz betriebenen Porphyrwerk in Dossenheim an der Bergstraße, einen ihrer Hauptkunden hatte. Ursprünglich planten sie noch weitere Eisenbahnstrecken, wie Mannheim-Schriesheim. Diese konnten aber nicht von ihnen und auch sonst bis heute noch nicht ausgeführt werden. Die Pferdestraßenbahn in Heidelberg wurde von der Firma gebaut und 1885 in Betrieb genommen, 1890 die Heidelberger Bergbahn.

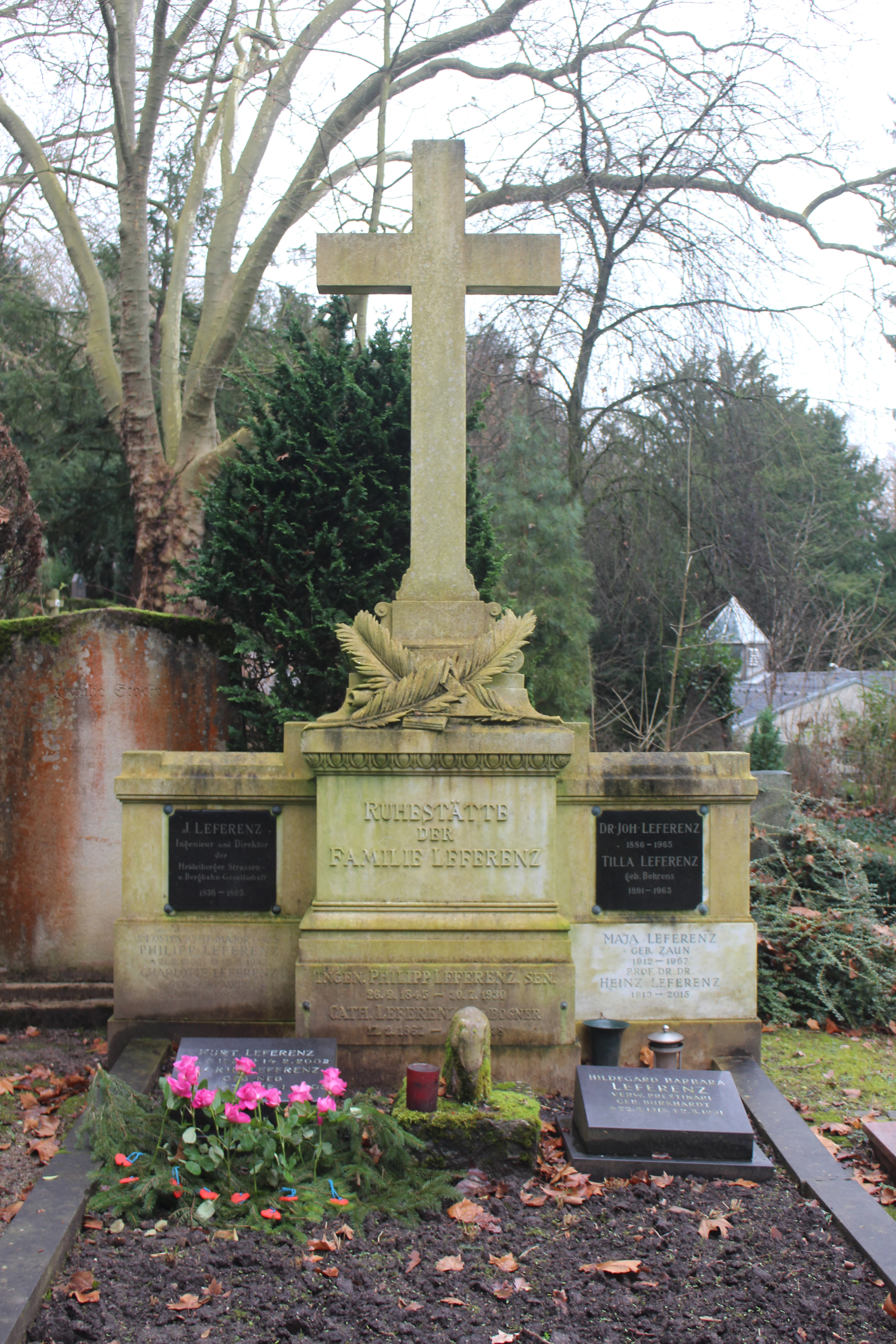
Grabstätte der Gebrüder Leferenz und Familie, Bergfriedhof Heidelberg